# Fernando Arrabal

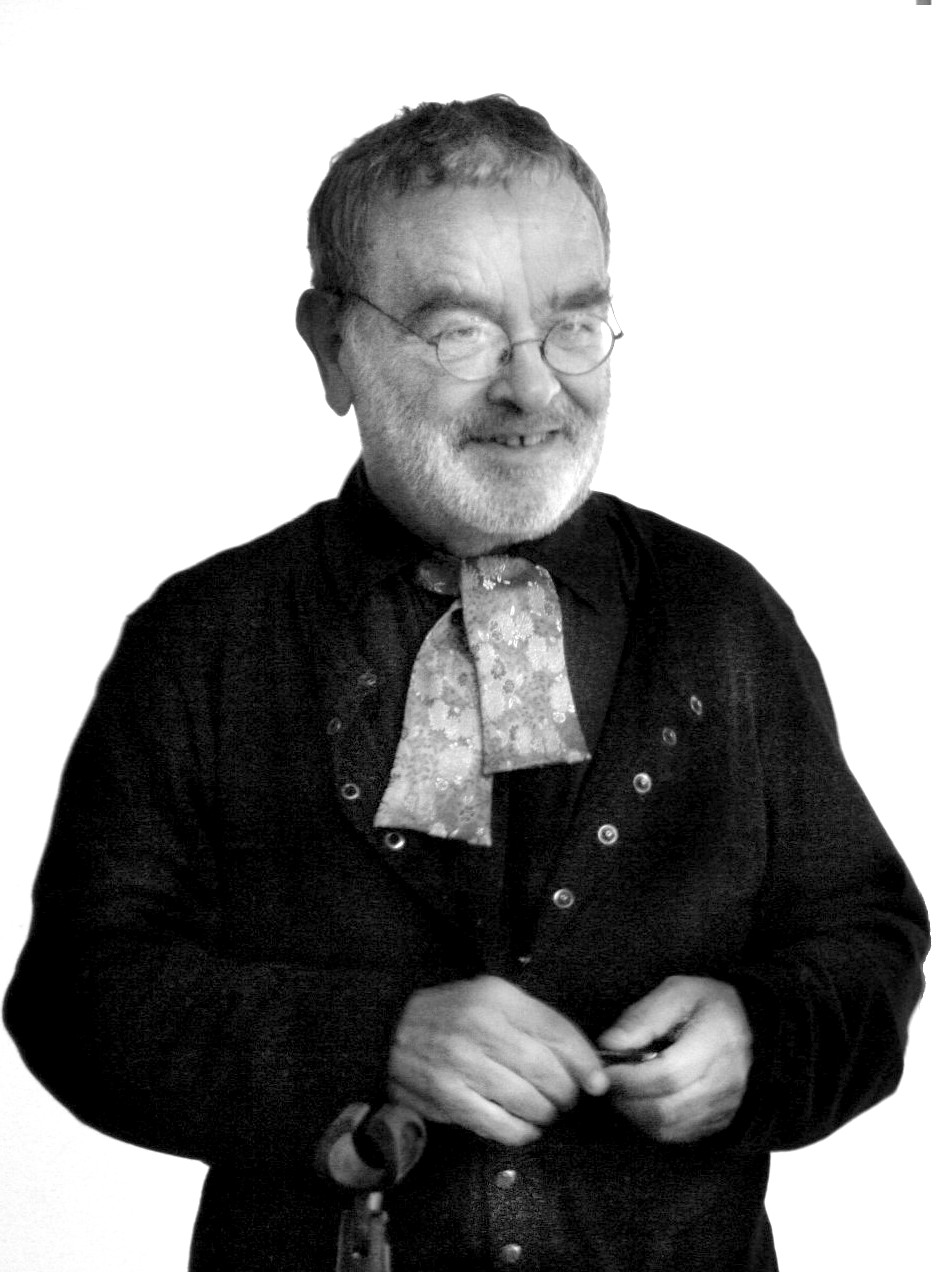
Fernando Arrabal.

Fernando Arrabal Terán, född 11 augusti 1932 i Melilla, är en spansk författare och filmregissör, som sedan 1955 bor i Frankrike. Han har regisserat sju långfilmer, har skrivit ett hundratal teaterpjäser, fjorton romaner, åtta diktsamlingar, åtskilliga essäer och sitt berömda ”Lettre au général Franco” (”Brev till general Franco”) medan diktatorn ännu levde. Hans samlade teaterproduktion har tryckts på en rad språk (två volymer på mer än två tusen sidor). Tillsammans med Roland Topor och Alejandro Jodorovsky grundade han 1962 rörelsen Panique och har erhållit utmärkelsen Transcendant Satrape från Collège de Pataphysique, patafysiska kollegiet. Som vän till bland andra Tristan Tzara tillbringade han tre år i André Bretons surrealistgrupp. 

## Biografi

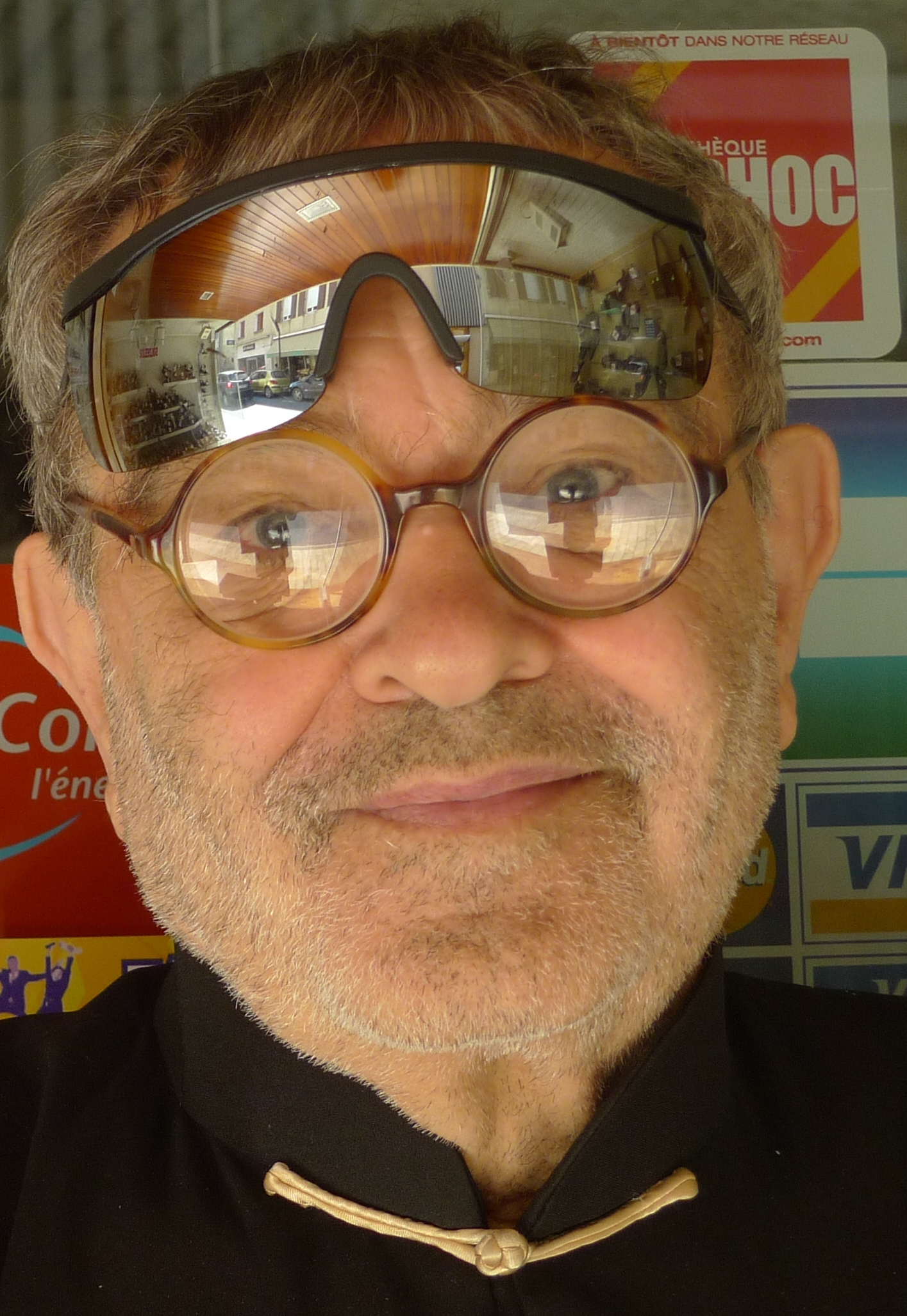
Fernando Arrabal, 2012

### Barndom (1932–1946)
Fernando Arrabal Téran är son till målaren Fernando Arrabal Ruiz och Carmen Téran Gonzales. Vid tiden för militärupproret i början av spanska inbördeskriget förblev fadern republiken trogen och dömdes som följd därav till döden. Senare omvandlades straffet till 30 års fängelse. Han vistades i olika fängelser men fördes till ett sjukhus, varifrån han rymde 1941. Vad som hände efter detta är okänt.
Under denna tid hade Arrabals mor återvänt till Ciudad Rodrigo, där hon placerade Fernando, medan hon själv åkte för att arbeta i Burgos, då huvudstad för nationalisterna samt general Francos regeringsresidens. 1937 började Fernando i Thérésienneskolan, ända tills inbördeskriget upphörde 1940, då hans mor kom för att bosätta sig i Madrid på Calle de la Madera nr 17. 
1941 vann Fernando Arrabal en tävling för särbegåvade barn. Han studerade vid Collège des Escolapius de San Anton (Ecole Pie, där på sin tid Victor Hugo och Benavente gick), och senare hos les Escolapios de Getafe. Under denna tidsperiod läste Arrabal mycket och tillägnade sig erfarenheter, som han tillstått, kom att vara mycket användbara för honom senare.

### Ungdom (1946-1956)
1947 tvingade hans mor honom att gå på förberedande kurser för att komma in på l’Ecole Générale Militaire, men Arrabal tog inte del i undervisningen, vilket ledde till att han skickades till Tolosa (Guipuzcoa), där han studerade vid l’Ecole Théorico-Pratique de l’Industrie et du Commerce du Papier. Det är under denna period, som han skrev ett flertal teaterpjäser, ännu idag outgivna.
1951 började han att arbeta hos la Papelera Espanola. Han skickades till Valence där han tog studentexamen och sedan till Madrid, där han studerade juridik. Under dessa år umgicks han med postmoderna poeter på l’Ateneo de Madrid, tog sig an de nya versionerna av Pique-nique (då kallade ”Les soldats”) och han skrev El triciclo (första titel: ”Les hommes au Tricycle”).
1954 liftade han till Paris för att se Mor Courage och hennes barn av Bertolt Brecht, eftersom Berlinerensemblen uppträdde där. Senare i Madrid lärde han känna Luce Moreau, som kom att bli hans hustru. 1955 mottog han ett stipendium för tre månaders studier i Paris, och under den tiden bodde han på Collège d’Espagne i Cité Universitaire. Då fick han ett allvarligt återfall i tuberkulos. Han har alltid ansett denna sjukdom en "olyckans tur", som tillät honom att slutgiltigt bosätta sig i Frankrike.

### 1960-tal och framåt
Arrabal fängslades och dömdes för sitt politiska engagemang av Francoregimen 1967. Han fick stöd från merparten av tidens stora författare, från François Mauriac till Arthur Miller, och Samuel Beckett uttalade sig: ”Om någon skuld skulle föreligga, må den ses i ljuset av de stora förtjänsterna av igår och det stora löftet inför morgondagen och därmed vara förlåten. Må Arrabal bli återförd till sin egen skärseld.”
Vid general Francos död räknades han som en av ”de farligaste fem spanjorerna” tillsammans med Carillo, la Pasionaria, Lister och El Campesino. Efter att landet demokratiserades har han erhållit ett hundratal utmärkelser varav två nationella teaterpris. Vissa av hans pjäser blev stora succéer, såsom ”Lettres d’amour” med María Jésus Valdés.

## Priser
Även om han är en av de mest kontroversiella författarna av sin tid, är hans verk erkänt över hela världen. ( Grand Prix de Théatre av l’Académie Française, Nakobov’s romanpris, ”Espasa”  essäpris, ”World’ Theatre“, “Pasolini“ för film, “Mariano de Cavia’s” journalistpris, “Alessandro Manzoni“ för poesi etc.)
Han var sista finalisten till Prix Cervantes med stöd av Camilo José Cela och José Hierro.  Han förärades Hederslegionen den 14 juli 2005 och blev hedersdoktor vid L’Université Aristote (Grekland), 2007.

## Film
Fernando Arrabal har regisserat sju långfilmer. Han har också varit manusförfattare för samtliga.
- 1970 Viva la muerte (Samproduktion Isabel-Films (Paris) och S.A.T.P.E.C. (Tunis), med Nuria Espert, Ivan Henriques och Anouk Ferjak
- 1972 J’irais comme un cheval fou (producerad av S.G.P.-Babylone Films, med Emanuelle Riva, Hachemi Marzouk och George Shannon)
- 1975 L’arbre de Guernica (producerad av C.V.C. Communication, med Maria Angela Melato och Ron Faber)
- 1980 L’odyssée de la Pacific (”El emperador de Perú”) (producerad av Babylone Films, med Mickey Rooney och Monique Leclerc)
- 1981 Le Cimétière des voitures (samproduktion Antenne 2 och Babylone Films, med Alain Bashung och Juliette Berto)
- 1992 Adieu Babylone! (produktion Antenne 2 .Cinecim, med Lélia Fischer och Spike Lee)
- 1998 Jorge Luis Borges (Una vida de poesía) (produktion Aphaville/Spirali (Italien) med Lélia Fischer och Alessandro Atti)

### Kortfilmer
- 1978 Sang et or (”Sangre y oro”) (en ”Antenne 2”-produktion med Edgar Rock och Josua Watsky)
- 1990 Echecs et Mythe (en ”Antenne 2”-produktion med Joël Lautier, Roland Topor, Julie Delpy och Gabriel Matzneff)
- 1991 New York, New york (en ”Antenne 2”-production med Tom O’Horgan, Melnin Van Peebles och Tom Bishop)

Filmatiseringar har gjorts av flera av Fernando Arrabals pjäser: Le Grand Cérémonial (regi Pierre-Alain Jolivet), El triciclo (regi Luis Argueta); El Ladrón de sueños (regi Arroyo), ”Pique-nique” (regi Louis Sénechal), Guernica (regi Peter Lilienthal), Fando et Lis ( regi Alejandro Jodorovsky) etc.

## Opera
Den 13 februari 2009 hade hans opera Faustball premiär; musik av Leonardo Balada (född 1933) och iscensatt med les Comediants de Barcelone. Premiär på Teatro Real. Kör och orkester som teaterns namn, Teatro Real. Madrids symfoniorkester. Regi: Joan Font; ”Faustball är kvinnan som i tredje årtusendet är reinkarnationen av Alfred Jarrys Dr Faustroll, en doktor Faust, som begär ord och böner av Gud och av Lucifer, för att kärlek och barmhärtighet ska kunna gå samman i ett enda. Ingenting kan stilla denna orkan av vetenskaplig nyfikenhet, ej heller få stormen av begär att upphöra. Ytterst begåvad, mycket vacker och berikad av sina omvandlingar och sina förflyttningar, svär hon sin Amazone sin glödande kärlek. Hon förflyttar sig studsande mellan galaxerna, samtidigt som kriget om slutet på civilisationerna rasar och förflyttar sig i rymden med supersonisk hastighet. Inför henne beklär sig Margarito, överbefälhavare för de beväpnade styrkorna, med det brutala och elektroniska förtryckets pansar. Han är fullständigt betagen i Faustball under den himmelska kupolen. Han försöker att äga henne genom strömmen i sitt torn, genom att ta själve Mefistofeles till hjälp. Ett libretto av den sarkastiske, geniale och oklassificerbara Fernando Arrabal. Jesús Lópes Cobos, Teatro Reals dirigent tar sig an den musikaliska regin. För tolkningen svarar två enastående sopraner i denna världspremiär, Ana Ibarra och Maria Rodríguez (huvudroll). Mezzosopranen Cecilia Diaz är Amazonen, tenorerna Gerhard Siegel och Eduardo Santamaria, innehar rollen till de två Margaritas, basen Stefano Palatchi förkroppsligar Gud och barytonerna Tomas Tomasson och Lauri Vasar är Mefistofeles."

### Operalibretton som har blivit framförda på scen
- Apokaliptika (Milo Kelemens musik)
- L’opéra de Bastille (Marcel Landwskis musik)
- Pic nic im felde (Ostfiend Busings musik)
- Guernica (Constantio Stylianos musik)

## Romaner
- Baal Babylone (1959)
  - !Viva la muerte! (översättning Kajsa Rootzén, PAN/Norstedt, 1972)
- L’enterrement de la sardine (1970)
- Fête et rites de la confusion (1966)
- El mono
- La tour prend garde (”La torre herida por el rayo”) (1983) - La Vierge rouge (1986) - La Fille de King Kong (1988) - La Tueuse du jardin d’hiver (1994) - Levitation  - Porté disparu - L’Extravagante Croisade d’un castrat amoureux  - Champagne pour tous - Viva la Muerte

Arrabal har mottagit Nadals romanpris (spanska motsvarigheten till Concourt eller Pulitzer) 1982 för La torre herida por el rayo (utgiven på franska av ’éditions Grasset’, med titeln La tour prend garde). Han har också erhållit Prix Nakobov International.

## Poetiska verk
Belönad med Alessandro Manzonipriset har Arrabal skrivit
- La Pierre de la folie (1963)
- Cent sonnets (1965)
- Humbles paradis (1985)
- Liberté couleur de femme ou Adieu Babylone (filmatiserad dikt, 1993)
- Lettres à Julius Baltazar (1997)
- Diez poemas pánicos y un cuento (1997)

Arrabal har också publicerat åtta hundra böcker i bibliofilupplagor, illustrerade av Salvador Dalí, René Magritte, Roland Topor, Enrico Baj, Antonio Saura, Yue Minjur, Alekos Fassianos, etc. bland vilka särskilt kan framhållas: 
- 1975 L’odeur de Sainteté (med Antonio Saura, 1980)
- Cinq sonnets, eau-fortes (med Julius Balthazar, 1991)
- Sous le flux libertin (med Jean Cortot, 2004)
- Triptyque (med Catherine Millet och Michelö Houllebecq, 2008)
- Clitoris poème (med 56 översättningar, däribland Milan Kunderas tjeckiska version)

## Dramatiska verk
(Urval av ett hundratal pjäser)
- Le Tricycle (1953)
- Fando et Lis (1955, filmatiserad av Alexandro Jodorowsky)
- Guernica (1959)
- La bicyclette du condamné (1959)
- Le cimétière des voitures (1959, filmatiserad av författaren själv)
  - Bilkyrkogården (otryckt översättning av Evert Lundström för Göteborgs stadsteater 1960-tal)
- Le Grand Cérémonial (1963)
- L’Architecte et l’Empéreur d’Assyrie (1966)
- Le Jardin (1967)
- Le Labyrinthe (1967)
- L’Architecte et l’Empéreur d’Assyrie (1967)
  - Arkitekten och kejsaren av Assyrien (otryckt översättning av Lars Forssell för Kungliga Dramatiska Teatern 1967)
- Une tortue nommée Dostoïevski (1967)
- L’Aurore rouge et noire (1968)
- Bestialité érotique (1968)
- Le Grand Cérémonial (1969)
- Cérémonie pour un noir assassiné (1969)
- ... Et ils passèrent des menottes aux fleurs (1969)
- Le Ciel et la Merde (1972)
- Jeunes barbares d’aujourd’hui (1975)
- La Tour de Babel (1978)
- Inquisition (1979)
- Les Délices de la chair (1984)
- La Traversée de l’empire (1988)
- La nuit est aussi un soleil (1990)
- Lettres d’amour (1999)

Arrabal har bland annat erhållit två nationella teaterpris.

## Målningar
Fernando Arrabal har ofta framhållit att han är en "frustrerad målare". I hans egen familj, förutom fadern, gör sig Ángel (1874-1926) Carmen, Léila bemärkta och i synnerhet Julio Arrabal, "en stor porträttmålare, som målar i olja" enligt författaren. I sina sällsynta konstnärliga utflykter har Arrabal målat ett femtiotal tavlor, utfört ett hundratal teckningar och lika många collages, som ställts ut i museer som Paris Art Center, Bayeux eller Carlo Borromeo i Milano.
Den aktivitet han främst ägnar sig åt, med måleriet, består i att samarbeta med konstnärer som har förmågan att framställa oljor i stort format med utgångspunkt från de detaljerade krokier som han föreslår dem.
Den första tavlan ur denna samling av ett hundratal oljor har reproducerats 1962 i tidskriften La Breche, utvalda av André Breton.
För närvarande samarbetar Fernando Arrabal i synnerhet med plastik-/videokonstnären Christèle Jacob, med vilken han framställt ett tiotal videor och en serie fotomontage, som sträcker sig från "Les artilleurs des échecs et de la littérature" efter Henri Rousseau (1909) fram till” Rendez-vous du Corps des satrapes” efter Max Ernst (1922).

## Essäer
- Un esclave nommé Cervantès
- Le Gréco-
- La dudosa luz del día
- Goya-Dalí
- Le frénétique du spasme (1991)
- Lettres au général Franco
  - Brev till general Franco (översättning Lasse Söderberg, Cavefors, 1976)
- Lettre à Fidel Castro (1984)
  - Brev till Fidel Castro år "1984" (översättning Kajsa Lundgren, Askelin & Hägglund, 1984)
- Lettre à Staline
- Houllebecq !

Författaren är en stor amatör i schackspel.
-   Fischer : le roi maudit , Éditions du Rocher , 1980 (ISBN 2268014185 )
-   Échecs et mythes
-   Fêtes et défaites sur l’échiquier
-   Les Échecs féériques et libertaires Fernando Arrabal, alltför upptagen av sina litterära aktiviteter ,skriver varje gång mindre i pressen. Han har blivit tilldelad Mariano de Caviapriset, (den högsta utmärkelsen för en journalist i Spanien) för sin medverkan i Generación XXI, L’Express El Mundo, Exceso, 
El innombrable, för redaktionsartiklar ('opinión') i EL PAIS och sina ’terceras’ i ABC.

## Fotnoter
Allt som rör tillfångatagandet av fadern är taget från Axel Berenguer, 1977. Francisco Torres Monreals grundliga studie kan tjäna som en oumbärlig introduktion till de två volymer på mer än två tusen sidor som publicerats i Coleccion Clásicos Castellanos i Espasas utgåvor från 1997, utgivna 2009.